# Ожина звичайна
Ожина сиза, або звичайна (Rubus caesius L.; місцеві назви: ожинник, глуха малина) — кущ родини розових (Rosaceae) 0,5 — 1,5 м заввишки.

## Біоморфологічна характеристика

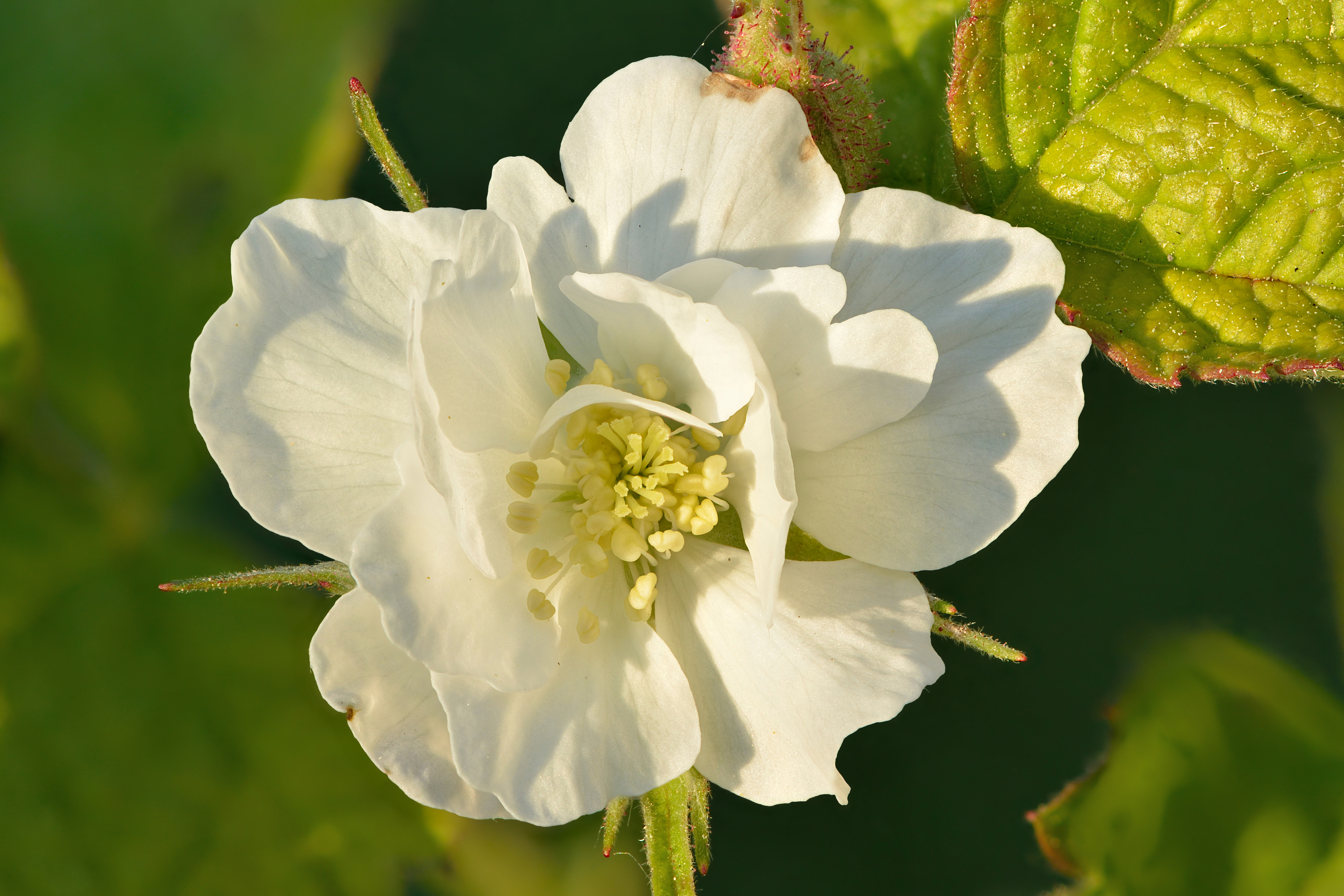
Квітка

Річні пагони дугоподібно вигнуті, циліндричні, з сизим нальотом, густо вкриті прямими або вигнутими шипиками. Верхівки пагонів, пригинаючись до поверхні ґрунту, здатні укорінюватись. Листки трійчасті, з обох боків розсіяноволосисті, з широколанцетними прилистками, листочки по краю неправильно надрізано-зубчасті. Квітки великі (до 3 см у діаметрі), білі, зібрані в негусті щитки, квітконоси довгі, тонкі. Чашолистків і пелюсток по чотири-п'ять. Тичинок і маточок багато, зав'язь верхня. Плід — складна кістянка (до і см у діаметрі), тьмяно-чорна, соковита, вкрита сизим нальотом. Кісточка сплюснута, з гачкоподібним, загостреним кінчиком.
Росте в підліску мішаних і листяних лісів по берегах озер, річок, на вирубках, по балках. Тіньовитривала рослина. Період цвітіння розтягнутий з травня по серпень, плоди достигають через 4—6 тижнів після цвітіння.
Поширена ожина сиза майже по всій Україні, заготовляють у районах поширення. Запаси значні, особливо на Поліссі і в північно-західних районах Лісостепу.

## Практичне використання

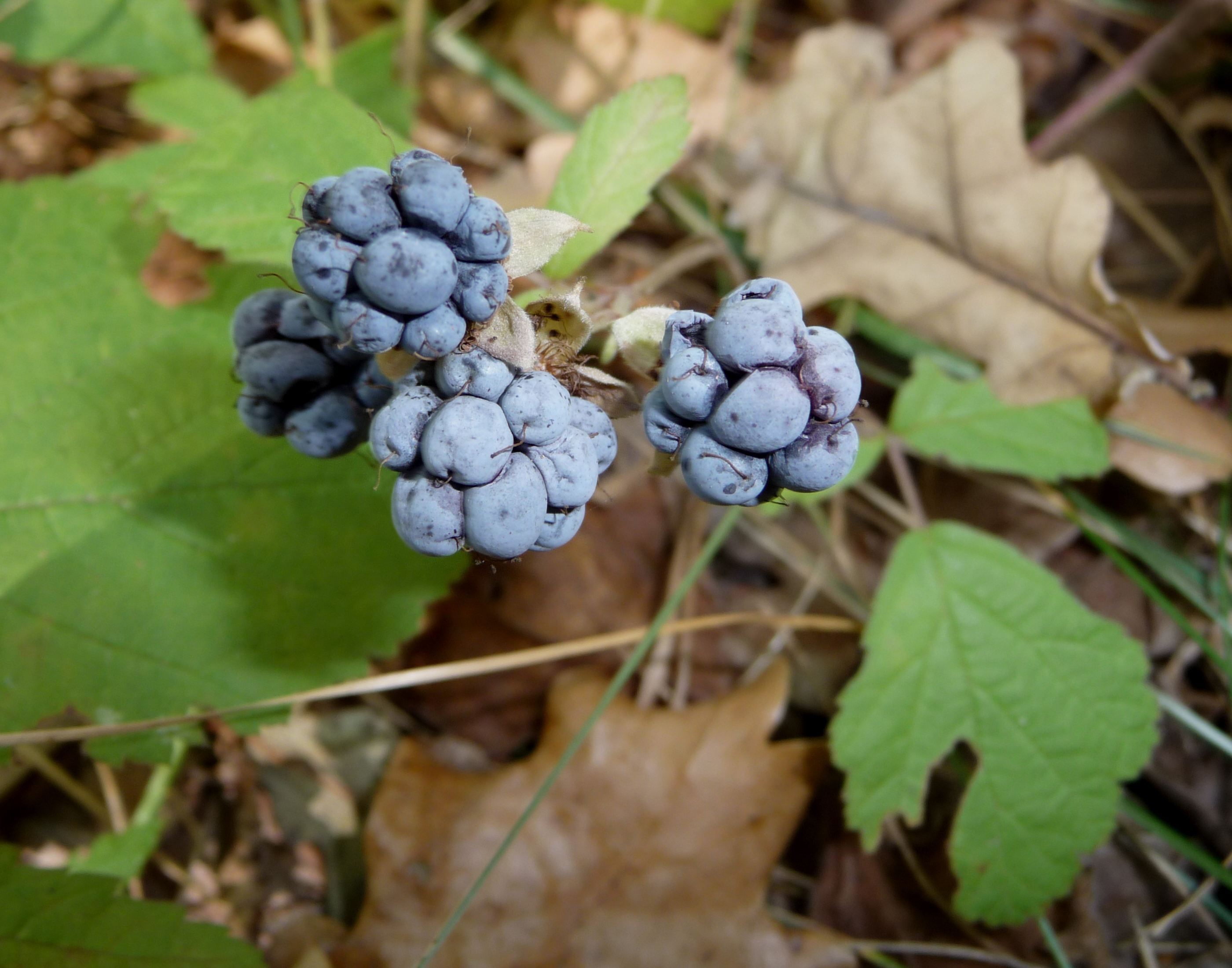
Ожина сиза. Україна.

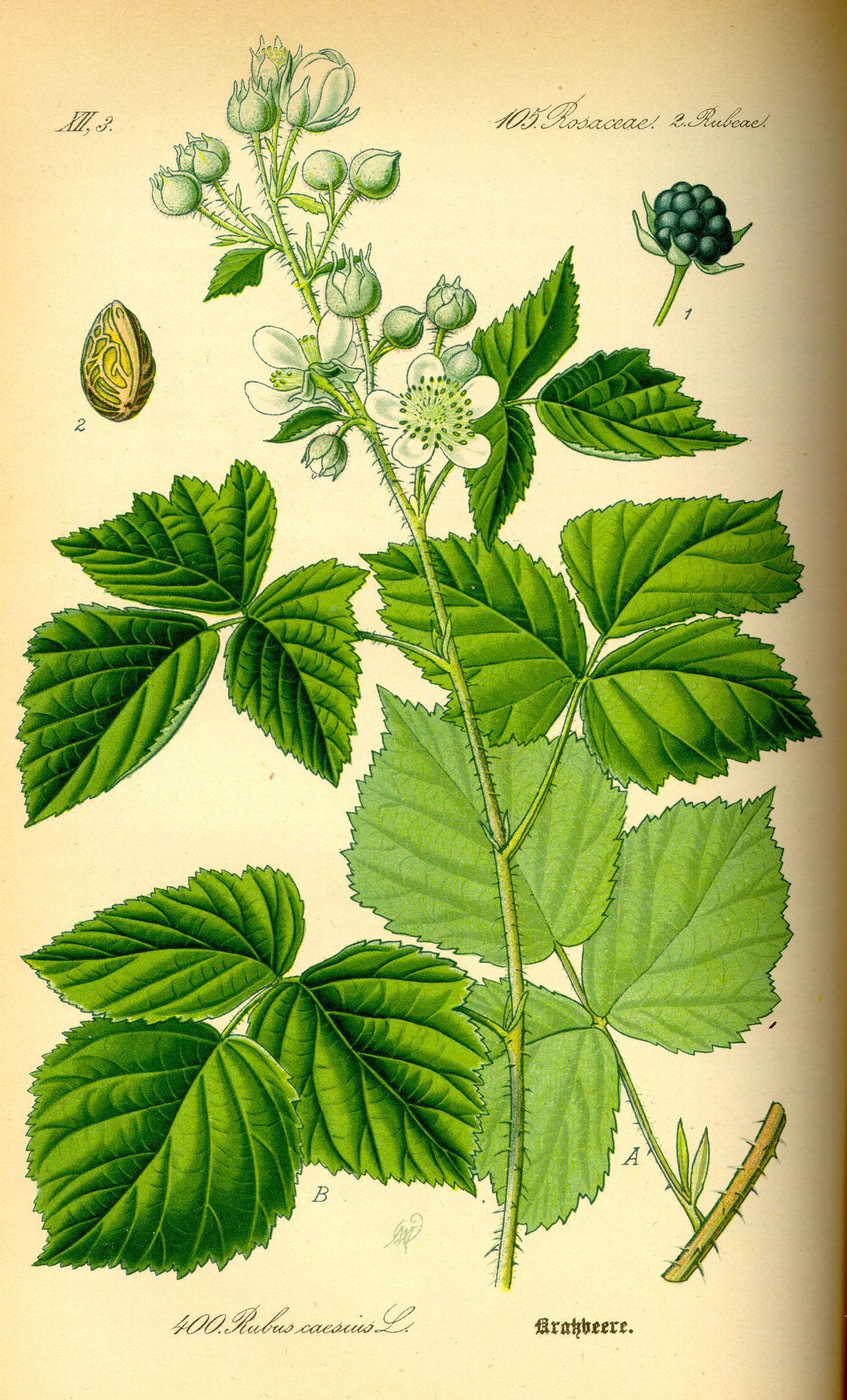

Харчова, медоносна, лікарська, кормова, фарбувальна, танідоносна, декоративна рослина.
Плоди вживають у їжу свіжими і сушеними, використовують також для приготування варення, сиропів, вина, безалкогольних напоїв, екстрактів, желе, мармеладів. Вони містять цукри (6-6,8 %), яблучну, лимонну, винну і саліцилову кислоти (0,96 %о), дубильні й азотисті сполуки, мінеральні речовини, вітаміни С, Е і каротин. Насіння містить 9—12 % жирної олії.
У народній медицині плоди здавна ціняться як кровоочисний, протиглисний засіб та засіб, що поліпшує перистальтику кишок. Плодами лікують катари кишок, болі в шлунку, криваві проноси. Вони вважаються протигнильним засобом. Листки ожина в суміші з квітками нагідок, травою хвоща, вербени і дубовою корою рекомендуються при запаленнях шкіри, лишаях, екземі, грибкових хворобах. Корені, вириті навесні і зварені з медом, рекомендуються від водянки. Листки застосовують як потогінний і антицинготний засіб, для полоскання горла, порошок з листків — для засипання ран.
Ожина — добрий медонос, дає багато нектару і пилку. Мед світлий, прозорий, з слабким ароматом. Медопродуктивність 20—25 кг з 1 га.
Пагони й листки ожини містять таніди (4−7 %), придатні для дублення шкур. Сік з плодів використовують для підфарбування вин, з кислотами він дає червоний колір, а з лугами — синій. Він придатний для фарбування тканин у фіолетовий, ніжно-рожевий, коричнево-фіолетовий кольори. Як декоративна рослина ожина придатна для вертикального озеленення, прикриття стін і альтанок.

## Збирання, переробка та зберігання
Збирають плоди вручну в маленькі 3—5 кілограмові кошики. Свіжі плоди зберігають протягом трьох-п'яти днів. Сушать їх на сонці або в вогневих сушарках при температурі 55–60°. Висушені плоди тривалий період не втрачають своїх смакових і поживних якостей. Зберігають їх у картонних ящиках або паперових мішках. Плоди близьких видів ожин використовують так само, як і ожини сизої.